# Maco (Argentina)
Maco es una localidad argentina ubicada en el departamento Juan Francisco Borges de la provincia de Santiago del Estero. Se encuentra sobre la avenida Independencia, 7 km al sur del centro de la ciudad de Santiago del Estero, y prácticamente conurbada con el aglomerado de Santiago del Estero - La Banda. El paraje forma parte del antiguo Camino Real que unía Buenos Aires con Lima, parte de un circuito turístico y cultural que intenta revalorizarse.
Cuenta con una escuela, jardín de infantes, un destacamento policial, y una institución deportiva denominada Defensores de Maco. En esta localidad se rinde culto a una imagen de San Esteban, ubicada en un predio rural.

## Población
Cuenta con 550 habitantes (Indec, 2010), lo que representa un incremento del 92,3% frente a los 286 habitantes (Indec, 2001) del censo anterior.
| Gráfica de evolución demográfica de Maco entre 1991 y 2010 |
|                                                            |
| Fuente: Censos nacionales del INDEC                        |